# Vlastimil Vávrů
Vlastimil Vávrů (29. března 1978, Tábor – 1. června 2014) byl český programátor, spoluzakladatel společnosti Maternia, provozovatele internetového obchodu Vašečočky.cz.

## Život
Na základní školu chodil v Deštné. Od roku 1992 studoval Obchodní akademii T.G.M. v Jindřichově Hradci. V roce 2003 dokončil Strojní fakultu ČVUT Praha (Ústav automobilů, kolejových vozidel a letadlové techniky, Odbor automobilů, spalovacích motorů a kolejových vozidel), tématem jeho diplomové práce byl „Zážehový čtyřválcový motor s celkovým objemem 1,8 dm³“.
Od roku 2001 se zabýval programováním a tvorbou webových stránek. Zprvu to byly statické HTML stránky, následovalo PHP a MySQL. Zabýval se e-learningem, při jehož vývoji spolupracoval s Macromedia Directorem a Macromedia Flashem; dále se věnoval platformě .NET a tvorbě C# aplikací. Jeho nejoblíbenější technologií byla jednoznačně Java.
V roce 2006 založil s Martinem Bláhou společnost Maternia, provozovatele internetového obchodu Vašečočky.cz. Společně s Pavlem Tichým a Danem Szarvasem založil síť samoobslužných optik Optiscont a s Janem Šmukem založil firmu ItPlace. V roku 2007 získal certifikáty programování v Javě, Adobe Flash, ActionScript a Java EE.
Zemřel 1. června 2014 při autonehodě.

## Zajímavost
Byl nadšencem a vlastníkem několika automobilů značky Velorex a vytvořil webový klub pro příznivce Velorexů.